# بشتة مازج (مقاطعة فارياب)
بشتة مازج (بالفارسية: پشته مازج) هي قرية تقع في البلدة المركزية في إيران. يقدر عدد سكانها بـ 80 نسمة بحسب إحصاء 2016.